# Thomas Schwendemann
Thomas Schwendemann (* 16. September 1977 in München) ist ein deutscher Filmregisseur und Drehbuchautor.

## Leben
Aufgewachsen in München, studierte er nach dem Abitur 1998 an der Filmakademie Wien (Universität für Musik und darstellende Kunst, Abt. Film und Fernsehen) sowohl Regie unter Peter Patzak, Wolfgang Glück und Michael Haneke als auch Buch und Dramaturgie unter Walter Wippersberg. Von 1998 bis 2004 lebte er dafür in Wien. Von 2004 bis 2012 studierte er zusätzlich Regie an der HFF München. Dafür kehrte er nach München zurück.
Seit 1996 ist er ständiges Ensemblemitglied des Marionettentheaters Kleines Spiel und dort als Sprecher, Puppenspieler, Autor und Regisseur tätig. Ebenso gehört er seit 2017 als Puppenspieler zum Ensemble der Bayerischen Staatsoper. Vereinzelt tritt er auch als Schauspieler in Erscheinung. Für das Wissensmagazin Wissen vor 8 realisiert er seit 2013 als Regisseur alle bisherigen Folgen mit Thomas D.
Thomas Schwendemann ist verheiratet und hat zwei Kinder.

## Filmografie (Auswahl)

### Regie & Drehbuch
- 2004: Felix Ende
- 2013: Guten Tag (Kurzfilm)
- 2015: 20 Jahre Söhne Mannheims (Dokumentarfilm)
- 2019: Schmucklos[3]
- 2019: Wer 4 Sind – Die Fantastischen Vier (Dokumentarfilm)
- 2023: Und ewig lockt der Stenz - 40 Jahre Monaco Franze[4]
- 2024: TOUCHDOWN - Kampf um die Playoffs

### Schauspieler
- 2019: Schmucklos
- 2021: Die Chefin (1 Folge)
- 2022: Sturm der Liebe (2 Folgen)
- 2022: München Mord: Schwarze Rosen (Fernsehreihe)
- 2023: Tatort: Hackl
- 2023: Kohlrabenschwarz (Staffel 1. Folge 6)[5]
- 2023: Hubert ohne Staller (Staffel 11, Folge 9 (173.) der Geschmack von Chrom und Leder)[6]

## Auszeichnungen
- 2020 Romy - Preis der Jury für „Wer 4 Sind – Die Fantastischen Vier“[7]